# Жана Лелас
Жана Лелас Локица (Сплит, 28. мај 1970 — Сплит, 15. септембар 2021) била је југословенска и хрватска кошаркашица, а после тога и кошаркашки тренер. Била је повремена репрезентативка Југославије са којом је освајала медаље.

## Каријера
Највећи део своје каријере провела је у Шибенци. Наступајући за загребачки клуб Кроација, била је трећи стрелац Купа Лилијане Ронкети 1997. године.
Била је стандардан члан репрезентације Југославије на неколико такмичења. Свакако је најзначајније освајање сребрне медаље на Олимпијским играма у Сеулу 1988. године.

## Остало
Била је удата за хрватског фудбалског тренера Вјекослава Локицу. Након завршетка играчке каријере бавила се тренерским послом и тренирала је млађе женске категорије са великим успехом. Заједно са мужем је отворила академију под њеним именом у којој тренирала велики број девојчица у Сплиту, са којима има великих успеха.